# Eritrocit
Rdeče krvničke ali eritrocíti so krvne celice, ki oskrbujejo telo s kisikom. Morfološko gledano so sploščene celice, velikosti od 7 do 8 µm, kar je veliko manj od ostalih človeških celic. Jeder nimajo, zato je osrednji del upadel in tanjši. Jedra za svoje delovanje ne potrebujejo, zato pa vpliva to na življenjsko dobo, ki je zelo kratka v primerjavi z drugimi celicami (od 100 do 120 dni).
Rdeče krvničke so napolnjene z dihalnim barvilom oz. dihalnim pigmentom hemoglobinom, ki je tudi vzrok rdeče barve eritrocitov. En človeški eritrocit vsebuje okoli 270 milijonov molekul hemoglobina. V krvi odraslega človeka je od 2 do 3×1013 eritrocitov, kar je približno 5×109 krvničk na mililiter.

## Nastajanje eritrocitov
Nastajanje rdečih krvničk oz. eritrocitov imenujemo eritropoeza. V resnici gre za dva procesa, ki pa potekata hkrati; to sta proliferacija (delitev) in diferenciacija (dozorevanje).
Eritrociti se v prvi vrsti kot vse druge krvne celice razvijejo iz pluripotentnih matičnih celic (PMC), ki se po enem obdobju razvijejo v multipotentne matične celice mieloične vrste (MMC-M), slednje pa v usmerjene matične celice (UMC) eritroblastne vrste.
Šele iz matičnih celic, usmerjenih v rdečo vrsto (UMC), se lahko prepozna značilne predhodnike, ki jih je morfološko mogoče razlikovati od drugih celic. S skupnim imenom jih imenujemo eritroblasti.
nadaljnji razvoj poteka po naslednjih stopnjah:
- pronormoblast,
- bazofilni normoblast,
- polikromatični normoblast,
- ortokromatični normoblast,
- retikulocit,
- eritrocit.

Prva prepoznavna celica rdeče vrste, velikosti približno 25 μm, je pronormoblast. Jedro zavzema skoraj vso celico in vsebuje eno ali več jedrc. Kromatin je enakomerno mrežast. Citoplazma je modre barve, ob robovih je svetlejša.
Bazofilni normoblast je manjši od pronormblasta, v jedru pa tudi ni več jedrc. Kromatin je gostejši in se združuje v velike grude. Citoplazma je enakomerno modra zaradi velikega števila ribosomov.
Polikromatični normoblast je velikosti od 8 do 15 μm. Citoplazma je vijoličaste barve zaradi večje koncentracije hemoglobina. Jedro je od predhodnika manjše, grude kromatina so manj številne in temnejše barve.
Ortokromatični normoblast (velikost od 7 do 10 μm) ima majhno, homogeno (enojno) in piknotično (gosto) jedro. Barva citoplazme je podobna eritrocitovi. Ta vrsta celice nima več sposobnosti sinteze DNK in s tem tudi ne nadaljnje delitve.
Retikulocit nastane takrat, ko ortokromatični normoblast popolnoma dozori in izloči jedro. Je nekoliko večji od eritrocitov.
Zadnja stopnja razvoja eritrocit in dozori v krvi približno en dan po izhodu iz rdečega kostnega mozga.
Kot vse celice tudi eritrociti nenehno odmirajo, vendar pa za razliko od drugih njihov število določajo fiziološke meje. V normalnih okoliščinah posredno določa te meje količina kisika (O2) v krvi, ki v primeru njegovega pomanjkanja to zaznajo kemoreceptorji v aortnem loku in pošljejo informacijo o pomanjkanju osrednjemu živčevju, to pa pošlje ukaze ledvicam za izdelavo tkivnega hormona eritropoetina, ki vzpodbuja rdeči kostni mozeg k izdelavi večjega števila eritrocitov, hkrati pa vpliva na eritroblaste in skrajša čas njihovega dozorevanja. Eritropoetin je po kemični sestavi glikoprotein.
Primer hipoksije zaradi naravnih okoliščin je npr. ta, če se človek zadržuje več časa v visikogorju, kjer je zrak redkejši. Čez čas se število eritrocitov poveča: s tem kri nadomesti manjšo zmožnost prevzemanja kisika iz razdrečenega zraka. Alpinisti in potapljači morajo s sabo pogosto vzeti kisikove bombe za pomoč pri dihanju.

## Zgradba eritrocitov
Membrana eritrocita je sestavljena iz:
- dvoslojne lipidne membrane oz. plazmaleme
- integralnih beljakovin
- beljakovinskega ogrodja

Glavne sestavine fosfolipidne membrane so fosfolipidi in neesterificirani holesterol. Fosfolipidi tvorijo dvoslojno membrano tako, da so hidrofilni deli na zunanji in notranji površini, hidrofobni deli pa segajo z obeh strani v notranjost membrane. V zunanjem sloju se nahajata predvsem lecitin in sfingomielin, na notranjem pa fosfatidilserin in fostatidiletanolamin.
Transmembranske oz. integralne beljakovine sta glikoforin C in beljakovina 3. S pomočjo teh beljakovin je fofolipidna membrana pritrjena na beljakovinsko ogrodje. Beljakovina 3 omogoča tudi prenos kloridnih (Cl-) ter bikarbonatnih (HCO3-) anionov: zato je anionski izmenjevalec.
Glavna sestavina beljakovinskega ogrodja je vlaknasta beljakovina spektrin.
Takšna zgradba membrane daje eritrocitu lastnost upogibljivosti in odpornosti proti strižnim silam. Zaradi teh lastnosti lahko spreminja obliko pri prehodu skozi kapilare.

## Delovanje eritrocitov
Na en hemoglobin se v pljučnih mešičkih oz. alveolah vežejo 4 molekule kisika (vežejo se na hem oz. železov atom) in nastane oksihemoglobin. Eritrociti vsebujejo tudi encim karboanhidrazo, ki katalizira nastajanje in razpad ogljikove kisline (H2CO3), in s tem sodelujejo posredno tudi pri transportu ogljikovega dioksida iz tkiv.
Na hem se zelo dobro veže tudi ogljikov monoksid (CO), kar lahko povzroči notranjo zadušitev, to pomeni, da telo ne prejema kisika: posledica tega je nezavest, ob prepočasni pomoči pa tudi smrt.